# Anthocleista
Anthocleista is een geslacht uit de gentiaanfamilie (Gentianaceae). Het geslacht telt ongeveer vijftien soorten die voorkomen in tropisch en zuidelijk Afrika, op Madagaskar en op de Comoren.

## Soorten
- Anthocleista amplexicaulis Baker
- Anthocleista djalonensis A.Chev.
- Anthocleista grandiflora Gilg
- Anthocleista inermis Engl.
- Anthocleista laxiflora Baker
- Anthocleista liebrechtsiana De Wild. & T.Durand
- Anthocleista longifolia (Lam.) Boiteau
- Anthocleista madagascariensis Baker
- Anthocleista microphylla Wernham
- Anthocleista nobilis G.Don
- Anthocleista obanensis Wernham
- Anthocleista potalioides J.J.de Wilde
- Anthocleista procera Lepr. ex Bureau
- Anthocleista scandens Hook.f.
- Anthocleista schweinfurthii Gilg
- Anthocleista vogelii Planch.

... · 
Anthocleista · 
Blackstonia (Bitterling) · 
Cicendia (Draadgentiaan) · 
Centaurium (Duizendguldenkruid) · 
Eustoma · 
Gentiana (Gentiaan) · 
Gentianella (Baardgentiaan) · 
Gentianopsis · 
Schenkia · 
...